# Список гидроэлектростанций Беларуси
По данным Электроэнергетического Совета СНГ суммарная установленная мощность электростанций Беларуси на конец 2014 года составляла 9 325,8 МВт, в том числе 32,9 МВт (или 0,35 %) — мощность гидроэлектростанций. Гидротехнический потенциал страны использован только на 6 %.
По данным Министерства энергетики Республики Беларусь суммарная установленная мощность электростанций Беларуси на конец 2015 года составляла 9 741,4 МВт, в том числе мощность ГЭС ГПО «Белэнерго» — 26,6 МВт.
Белорусские ГЭС низконапорные и имеют небольшую мощность, что определяется равнинным рельефом территории страны.
Гидропотенциал всех водотоков Республики Беларусь официально оценивается в 850 МВт, технически доступный — 520 МВт, экономически целесообразный — 250 МВт. Наибольший потенциал сосредоточен в Гродненской, Витебской и Могилевской областях, где располагаются участки бассейнов рек Неман, Западная Двина и Днепр.

## Действующие ГЭС
В списке перечисляются действующие ГЭС Беларуси.
| №  | Название            | Собственник    | Установленная мощность, МВт | Область             | Река                       | Источник |
| -- | ------------------- | -------------- | --------------------------- | ------------------- | -------------------------- | -------- |
| 1  | Витебская ГЭС       | Белэнерго      | 40,0                        | Витебская область   | Западная Двина             | ✓        |
| 2  | Полоцкая ГЭС        | Белэнерго      | 21,66                       | Витебская область   | Западная Двина             | ✓        |
| 3  | Гродненская ГЭС     | Белэнерго      | 17                          | Гродненская область | Неман                      | ✓        |
| 4  | Осиповичская ГЭС    | Белэнерго      | 2,175                       | Могилёвская область | Свислочь (приток Березины) | ✓        |
| 5  | Вилейская ГЭС       | Минскводоканал | 2                           | Минская область     | Вилия                      | ✓        |
| 6  | Чигиринская ГЭС     | Белэнерго      | 1,5                         | Могилёвская область | Друть                      | ✓        |
| 7  | Гезгальская ГЭС     | Белэнерго      | 0,72                        | Гродненская область | Молчадь (река)             | ✓        |
| 8  | Богинская ГЭС       | Белэнерго      | 0,63                        | Витебская область   | Дрисвята                   | ✓        |
| 9  | Клястицкая ГЭС      | Белэнерго      | 0,52                        | Витебская область   | Нища                       | ✓        |
| 10 | Волпянская ГЭС      | Белэнерго      | 0,509                       | Гродненская область | Россь                      | ✓        |
| 11 | Тетеринская ГЭС     | Белэнерго      | 0,37                        | Могилёвская область | Друть                      | ✓        |
| 12 | Лепельская ГЭС      | Белэнерго      | 0,32                        | Витебская область   | Улла                       | ✓        |
| 13 | Рачунская ГЭС       | Белэнерго      | 0,3                         | Гродненская область | Ошмянка                    | ✓        |
| 14 | Браславская ГЭС     | Белэнерго      | 0,3                         | Витебская область   | Друйка                     | ✓        |
| 15 | Лукомльская ГЭС     | Белэнерго      | 0,3                         | Витебская область   | Лукомка                    | ✓        |
| 16 | Гомельская ГЭС      | Белэнерго      | 0,25                        | Витебская область   | Туржанка                   | ✓        |
| 17 | Новосёлковская ГЭС  | Белэнерго      | 0,22                        | Гродненская область | Молчадь                    | ✓        |
| 18 | Добромысленская ГЭС | Белэнерго      | 0,21                        | Витебская область   | Черница (приток Лучосы)    | ✓        |
| 19 | ГЭС Паперня         | Белэнерго      | 0,2                         | Брестская область   | Зельвянка                  | ✓        |
| 20 | Зельвенская ГЭС     | Белэнерго      | 0,15                        | Гродненская область | Зельвянка                  | ✓        |
| 21 | Яновская ГЭС        | Белэнерго      | 0,15                        | Гродненская область | Лоша (приток Ошмянки)      | ✓        |
| 22 | Селявская ГЭС       | Белэнерго      | 0,11                        | Минская область     | Югна                       | ✓        |
| 23 | ГЭС Немново         | Белэнерго      | 0,1                         | Гродненская область | Августовский канал         | ✓        |
| 24 | Лохозвинская ГЭС    | Белэнерго      | 0,09                        | Брестская область   | Лохозва                    | ✓        |
| 25 | Миничская ГЭС       | Белэнерго      | 0,09                        | Брестская область   | Щара                       | ✓        |
| 26 | Васьковская ГЭС     | Белэнерго      | 0,09                        | Минская область     | Западная Березина          | ✓        |

1. ↑  По другим данным — на реке Туровлянка.